# Église Sainte-Maure de Sainte-Maure
L'église Sainte-Maure est une église catholique située à Sainte-Maure, en France.

## Localisation
L'église est située dans le département de l'Aube, sur la commune de Sainte-Maure.

## Historique
Elle est une paroisse du Grand-doyenné de Troyes, élevée en prieuré cure et ayant Vanne comme succursale. 
La cure est donnée à l'abbaye Saint-Martin-ès-Aires par l'évêque Haïce et confirmée en 1194 ; elle est, dans un premier temps dédiée à Barthelémi.

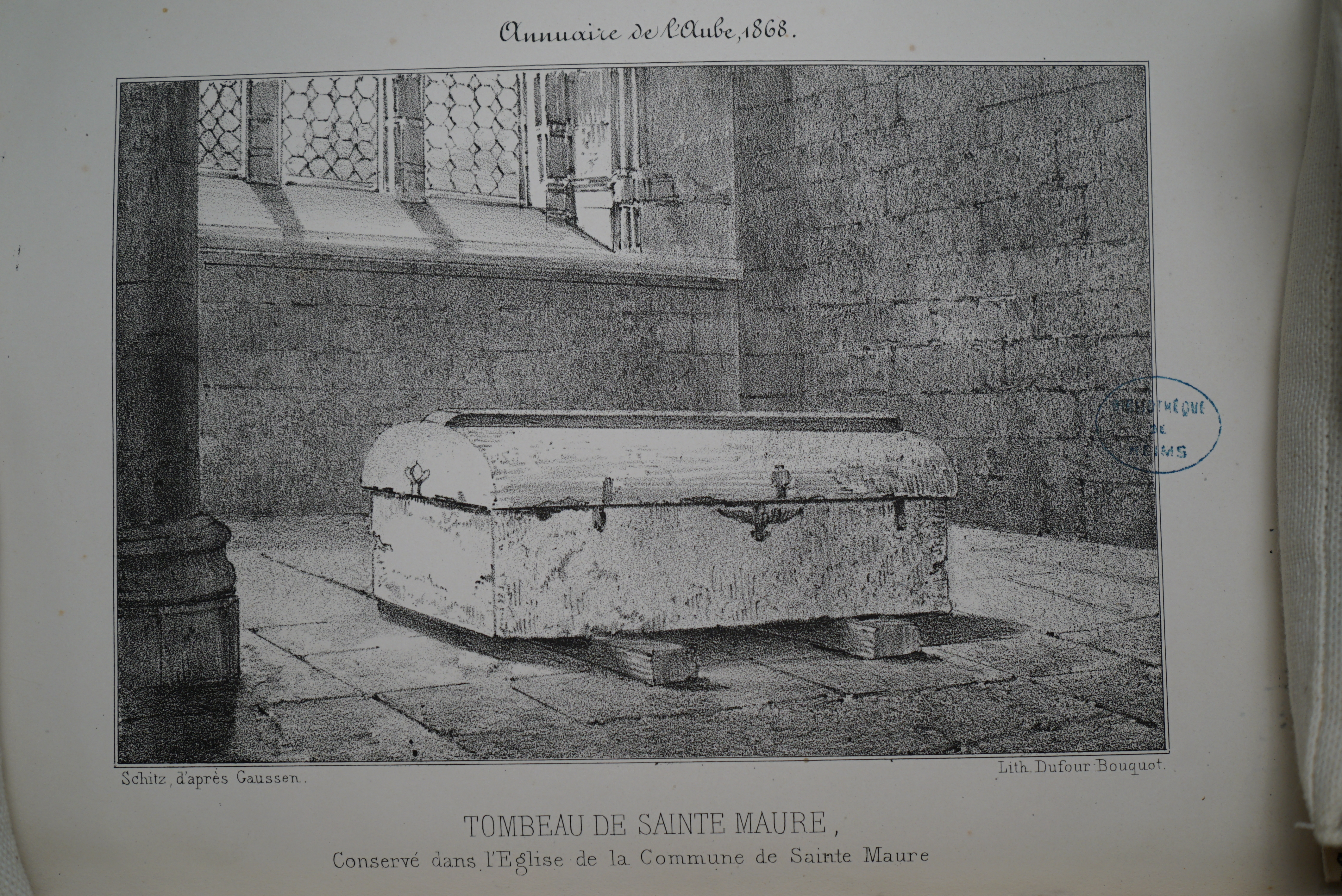
Le tombeau de Maure.

Elle est le centre d'un pèlerinage et le 22 septembre, jour de sa fête, les moines de l'abbaye Saint-Loup de Troyes mènent  une procession de Troyes à Sainte-Maure.
L'église est classée au titre des monuments historiques en 1931.

### Prieurs-curés
- 1262 : Jean,
- 1421 : Félix Hardy, aussi abbé de Saint-Martin,
- 1466 : Jean Chevreau,
- 1508 : Pierre Bocquet,
- 1549 : Pierre Terillon,
- 1570 : Jean Thévignon,
- 1600 : Louis Margoulais, trésorier de Saint-Martin,
- ? : Joras Baudouin,
- 1613 : Joachim Collinet,
- >1629 : Antoine Barrois,
- 1629 : Jean Nortas, aussi prieur conventuel de Saint-Martin,
- 1661 : André Cauchon, trésorier de Saint-Martin,
- 1728 : N. Séguineau,
- 1761 : Etienne Audrs.

## Description
Bâtie sur un plan de croix latine, elle est du XVIe siècle. Son abside est à cinq pans, sa nef à quatre travées et son transept à trois travées. 

### Mobilier
Elle possède un important mobilier dont une grille de chœur du XVIIIe siècle ; un litre funéraire avec des blasons ; des fonts baptismaux et
- Verrières :
  - baie 6 du Jugement de Salomon[6];
  - baie 8 un Arbre de Jessé[7] réalisées par Linard Gontier,
  - baie 7 ayant  donateur, saint  Jean-Baptiste[8].
- Tableaux :
  - Christ en croix[9] du XVIIe siècle.
  - Deux panneaux en bois[10] représentant une Nativité et la Fuite en Égypte, du XVIe siècle.
  - Deux panneaux peints représentant le Mariage de Marie, les Apôtres au tombeau de la Marie[11]
  - Une présentation de la Vierge au Temple[12] de l'école de Jacques de Létin.
- Chaire et stalles du sculpteur François Joseph Valtat.

### Images

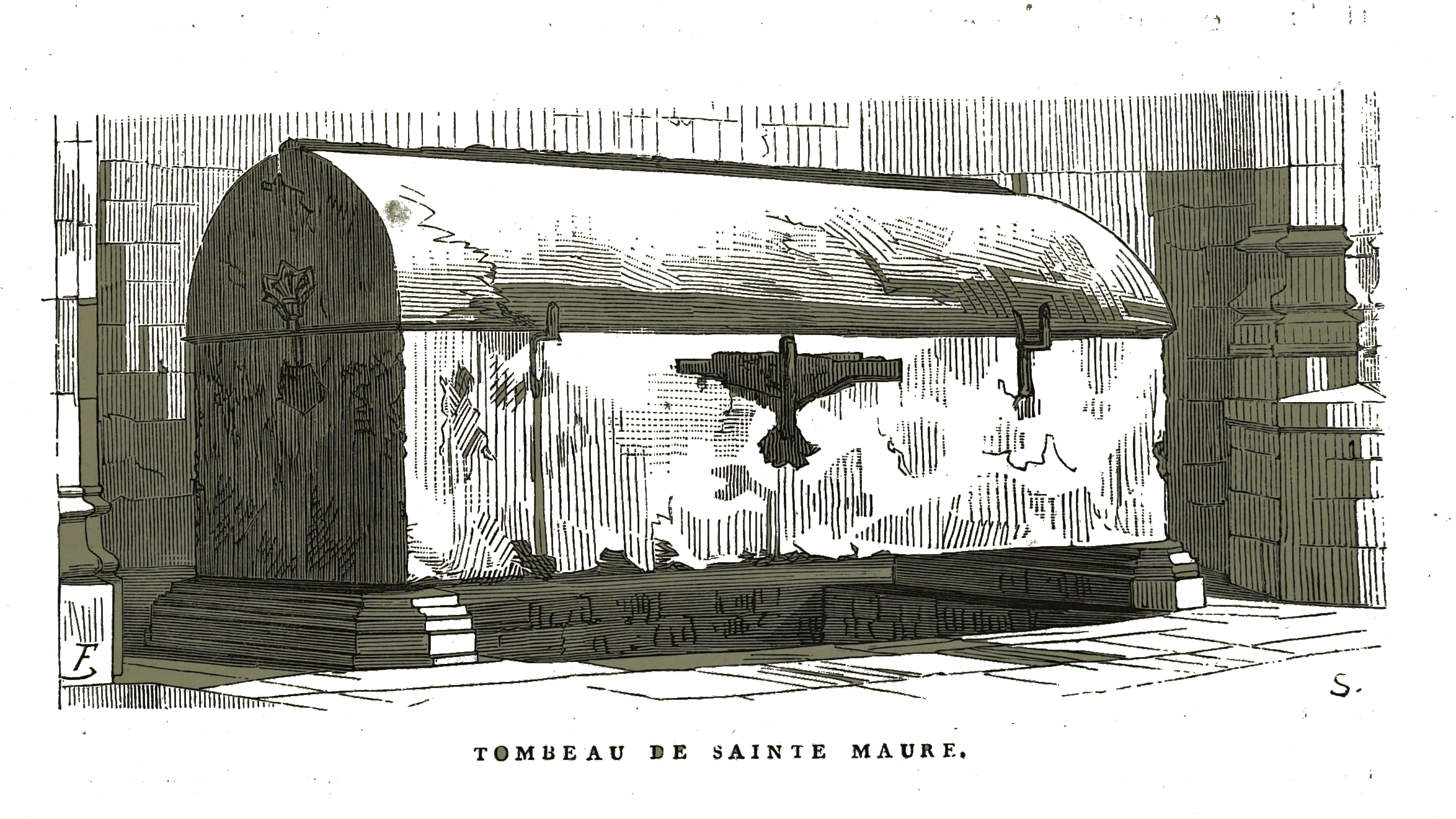
Sarcophage de la sainte,
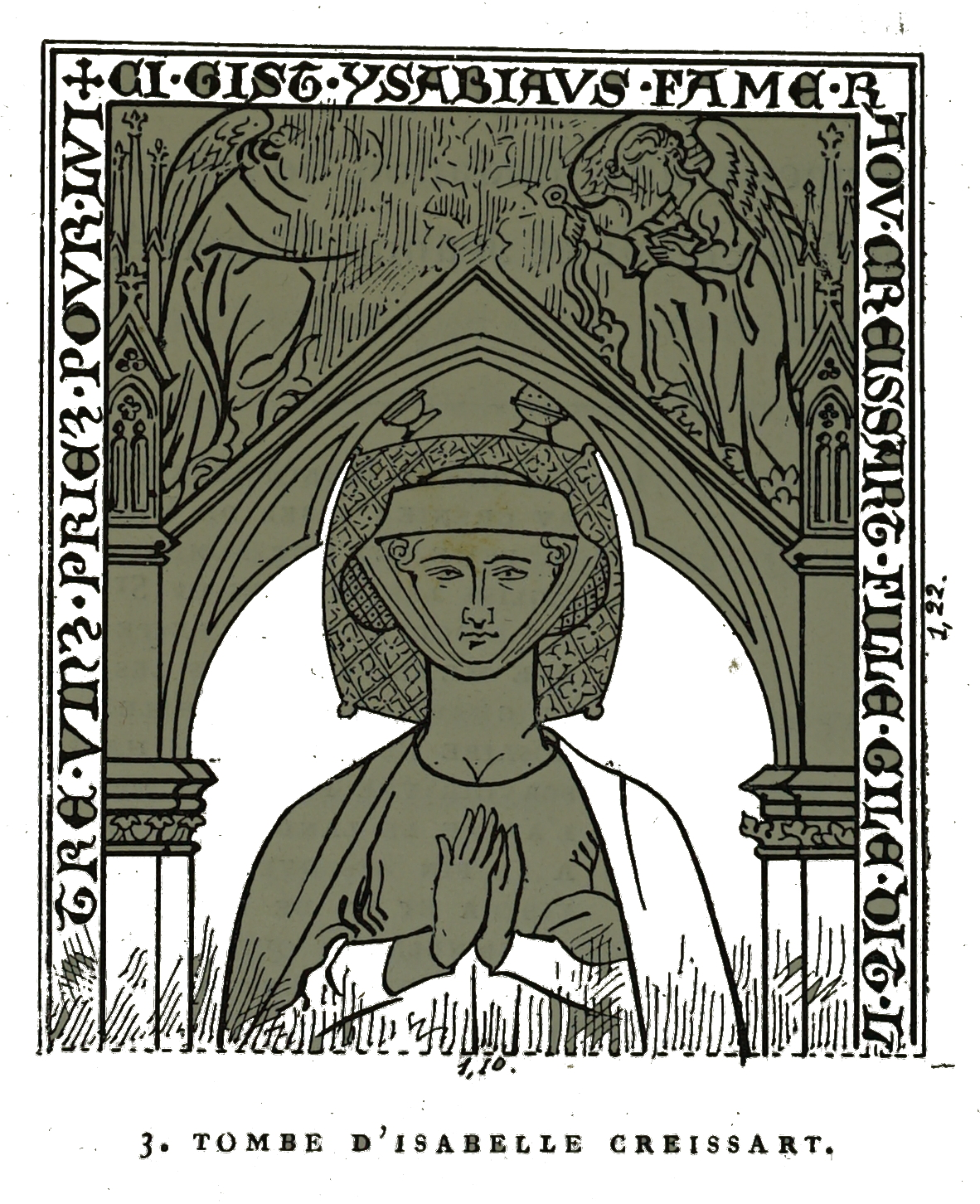
dalle Isabiaus Creissart,
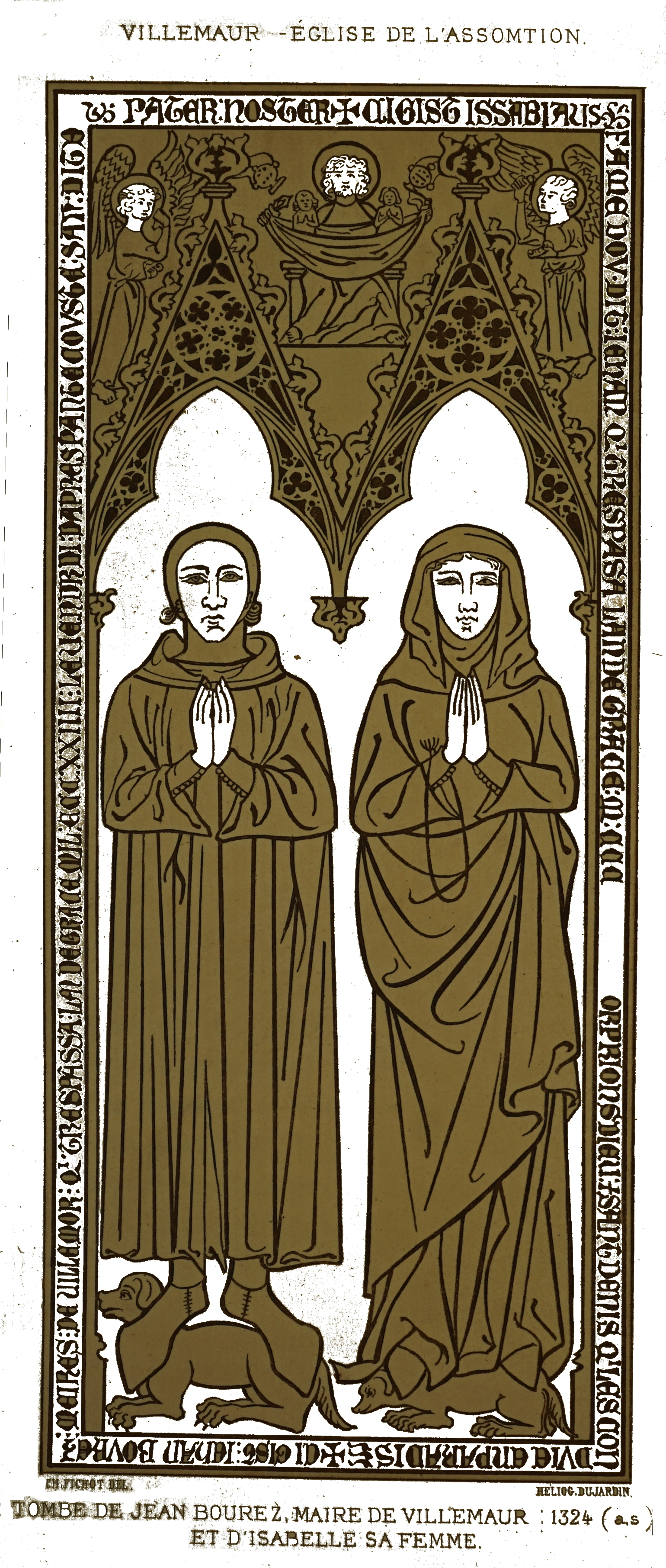
dalle de Jean et Isabelle,
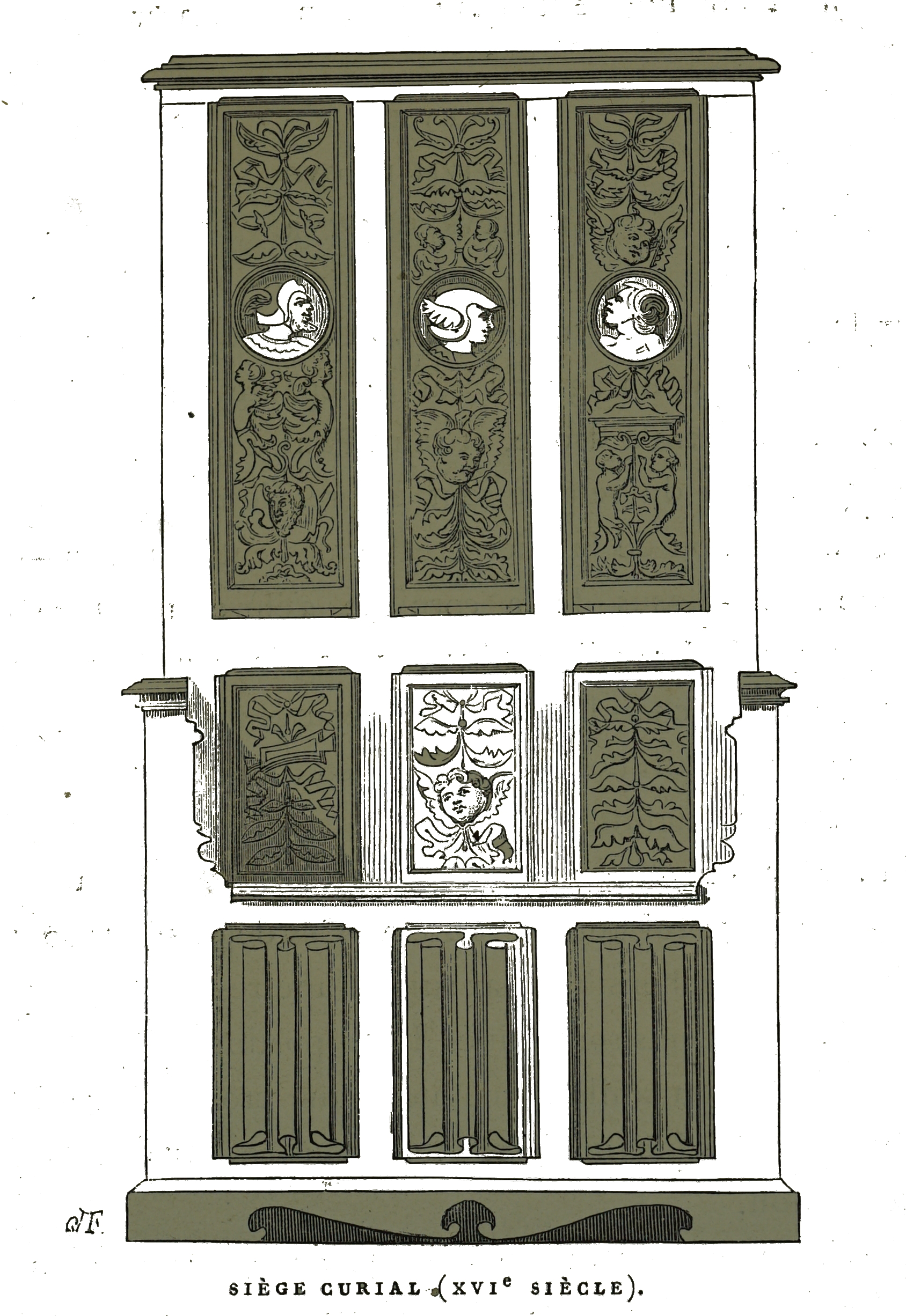
siège curial[13],
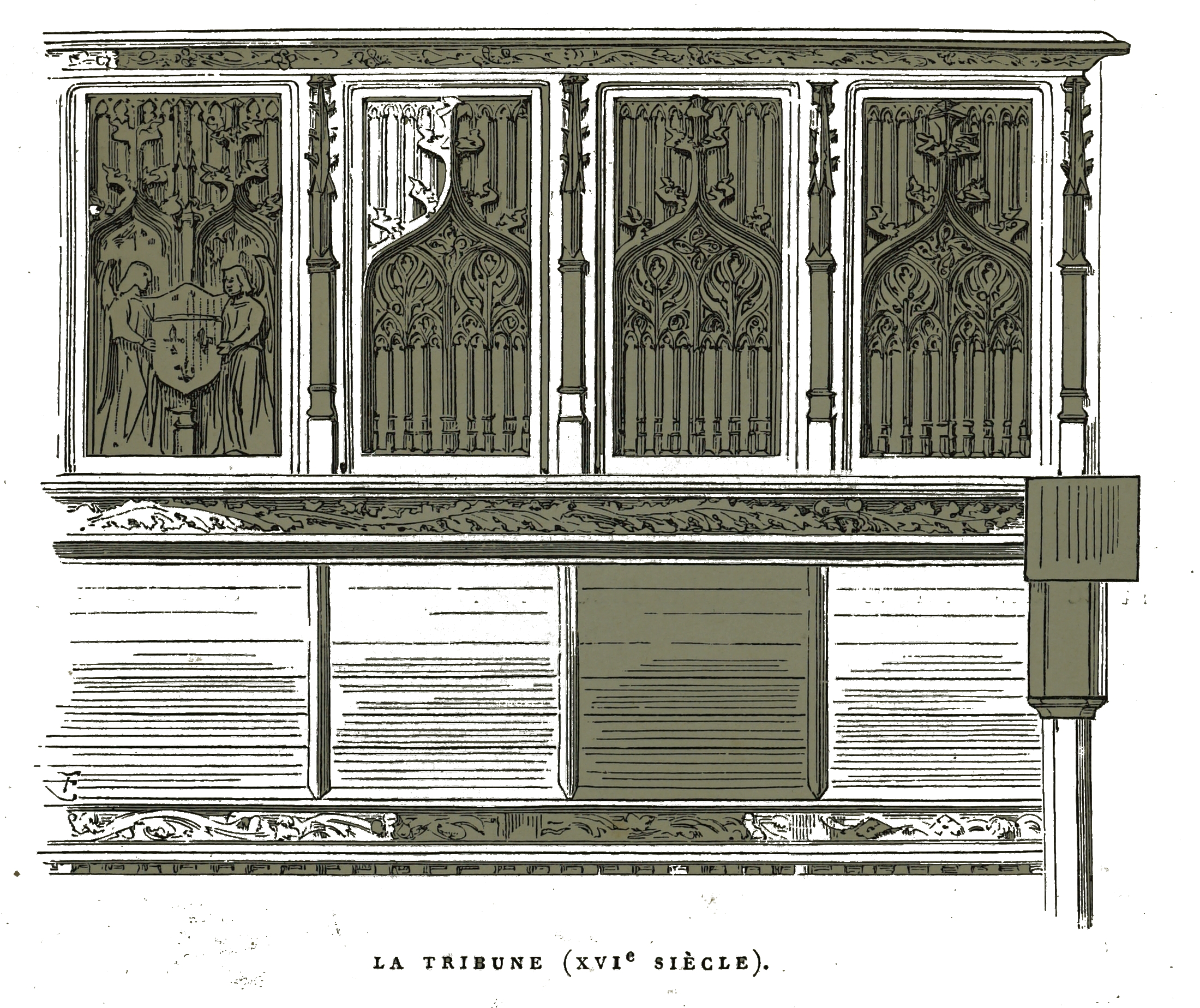
détail de la tribune[14].